# Wiener Sport-Club Platz
Der Wiener Sport-Club Platz ist die Heimstätte des Wiener Fußballvereins Wiener Sport-Club. Das 1904 errichtete Stadion liegt im Stadtteil Dornbach und gilt als ältester noch bespielter Fußballplatz in Österreich. Nach der Abspaltung der Fußballsektion im Jahr 2001 trug bis zu seiner Wiedereingliederung in den Stammverein im Sommer 2017 der Wiener Sportklub, ein von Funktionären und Spielern neu gegründeter Verein, seine Spiele am Wiener Sport-Club Platz aus.
Das Stadion hat ein zugelassenes Fassungsvermögen von 7.828 Zuschauern (März 2015). Das Eröffnungsspiel fand am 16. Oktober 1904 statt, die Wiener Sportvereinigung besiegte Ödenburg mit 7:3.
Die nördliche Tribüne des Stadions wird als „Friedhofstribüne“ bezeichnet, da sie gegenüber dem Dornbacher Friedhof liegt. Dieser Stehplatz-Sektor wird hauptsächlich von den Fanclubs des Wiener Sport-Clubs besucht.
Bemerkenswert an diesem Stadion ist die ungewöhnliche britische Atmosphäre des gesamten Platzes (Zuschauer sind nahe am Spielfeld, Stadionlage im Wohngebiet), die sonst kaum ein Stadion in Österreich hat.

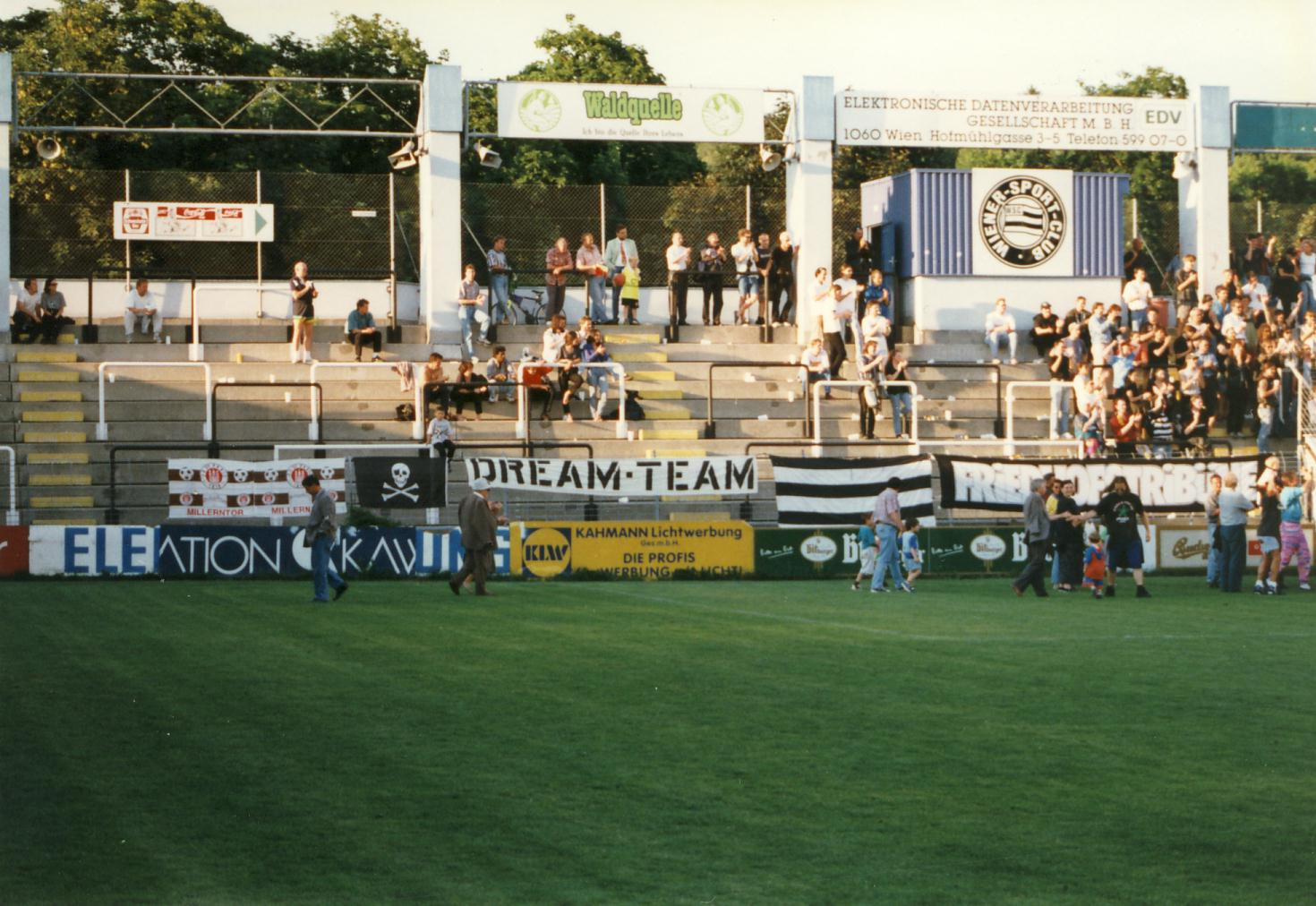
Die Friedhofstribüne 1997
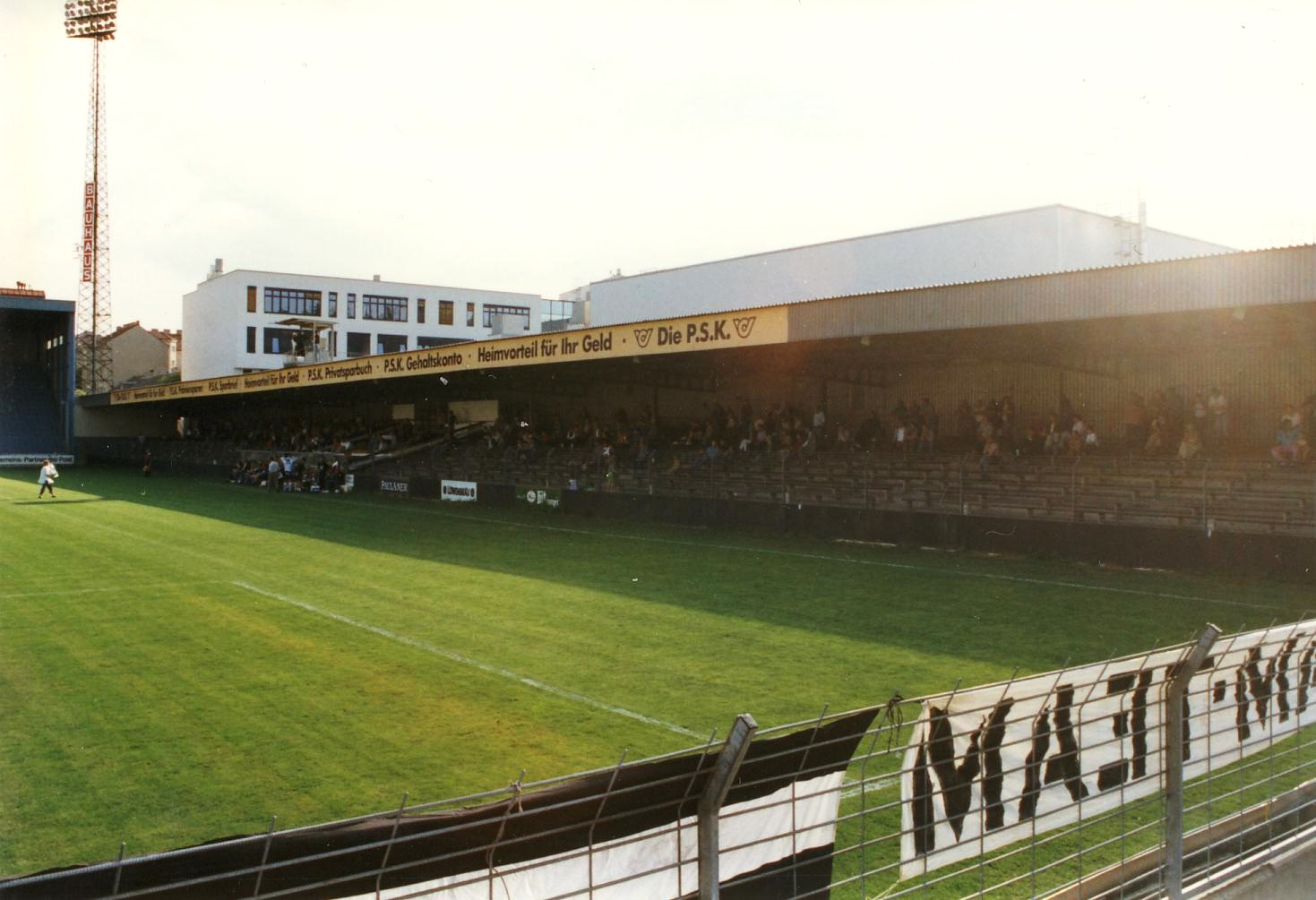
Sitzplatztribüne 1997

Der Wiener Sport-Club Platz zählt zu den sanierungsbedürftigsten Stadien Österreichs, denn die Friedshofstribüne leidet unter starker Feuchtigkeit, die östliche "Kainzgassentribüne" war seit März 2015 nach langjähriger Sperre wieder geöffnet und auf der westlichen Haupttribüne sind die Holzbänke und das Dach in schlechtem Zustand. Im Mai 2016 wurde bekannt, dass die marode Haupttribüne abgerissen und durch einen Neubau, inklusive Herstellung der Bundesligatauglichkeit des Stadions, ersetzt werden soll. Gleichzeitig sollen Stadiontechnik und Spielfeld generalsaniert werden.
Im Oktober 2018 beschloss schließlich der Wiener Gemeinderat die Subventionierung der Sanierungsmaßnahmen in Höhe von 6,25 Millionen Euro. 2020 wurde die Kainzgassentribüne abgerissen, dadurch ist nun eine Verbreiterung des Spielfeldes möglich. Für 2022 ist der Neubau der Haupttribüne geplant. Bis Ende Dezember 2025 soll das Stadion modernisiert werden. Die Kapazität nach dem Umbau soll 6.000 Zuschauer betragen.
Das Stadion ist mit der Schnellbahnlinie S45 und mit den Straßenbahnlinien 10, 43 und 2 erreichbar.